# Wakaliga
Das Wakaliga Filmstudio Uganda (auch Wakaliwood oder Ramon Film Productions) produziert seit dem Jahr 2005 Actionfilme mit sehr kleinen Budgets. Benannt ist das Studio nach dem Stadtteil von Ugandas Hauptstadt Kampala, in dem die Filme gedreht werden. Isaac Nabwana, auch bekannt als Nabwana I.G.G., ist der Begründer und Regisseur von Wakaliga.
Seit Who Killed Captain Alex? (2010) haben Wakaligas Filme unter Genrefans eine große Bekanntheit erlangt; seit ihrer Präsentation auf der documenta fifteen in Kassel sind sie auch dem Kunstpublikum ein Begriff.

## Filme
Die Actionfilme beinhalten oftmals Kung-Fu-Kämpfe, Schießereien, blutige Szenen, Explosionen und Spezialeffekte. Wie beiläufig erzählen die Filme auch von gesellschaftlichen Problemen, von kriminellen Machenschaften, Korruption, Erpressung oder Straßenkindern.
Das Wakaliga-Team baut Kulissen aus Karton und anderen Materialien und dreht damit seine Action-Szenen, beispielsweise von explodierenden Autos. Die Miniaturhäuser entsprechen realen Gebäuden in Ugandas Hauptstadt Kampala. Oft werden sie vor einem sogenannten Greenscreen gefilmt, um die Szene danach digital in eine beliebige Umgebung zu setzen. Der Cast besteht aus Familienmitgliedern, Freunden und Nachbarinnen und Nachbarn. Gemeinsam entscheidet das Team, wie Aufgaben und Rollen verteilt werden. Es wird spontan gedreht, als Set dient das eigene Grundstück oder die Nachbarschaft.

## Filmografie
- 2010: Valentine: Satanic Day
- 2010: Tebaatusasula
- 2010: Who Killed Captain Alex?[4][5]
- 2011: The Return of Uncle Benon
- 2011: Rescue Team
- 2012: Bukunja Tekunja Mitti: The Cannibals
- 2012: Black: The Most C.I.D. Wanted
- 2014: The Crazy World: A Waka Starz Movie
- 2015: Bukunja Tekunja Mitti: The Cannibals
- 2015: The Revenge
- 2016: Attack on Nyege Nyege Island
- 2016: Bad Black
- 2017: Once a Soja (Agubiri The Gateman)
- 2017: The Ivory Trap
- 2018: Kapitano
- 2019: Crazy World
- 2019: Boda-Boda Killer (Trashomon)
- 2020: Heaven Shall Burn – „Eradicate“ (Musikvideo)
- 2020: Kung Fu Borthers
- 2021: Abaana ba mzee chansi
- 2023: Kampala afunda
- 2023: Ekyaapa
- 2023: Kino kimenke
- 2023: Struggle
- 2023: Katonda y'amanyi
- 2024: Operation Wakaliga: Fate and Bllod
- 2025: Rolex Time[6]